# 藤田陽一
藤田 陽一（ふじた よういち、1978年1月14日 - ）は、日本の男性アニメーション演出家、アニメ監督。

## 経歴・人物
幼少時代から西宮ラグビー少年団でラグビーを始める、小学校、高校、大学、社会人(クラブチーム)とプレーしていた。
高校は地元の公立高校である兵庫県立西宮南高等学校に進学、ラグビー部在籍時の先輩に俳優の松尾諭がいる。
関西大学卒業後、2000年にサンライズに入社（現在はフリー）。『犬夜叉』で制作進行を務めながら、演出助手を経て『陰陽大戦記』の第3話「白虎激突」で演出デビュー。その後、『CLUSTER EDGE』や『結界師』に演出として参加した後、2006年の『銀魂』に参加。
第88話「合コンは始まるまでが一番楽しい」 - 第99話「人生もゲームもバグだらけ」までの監督補を経て、2008年の第100話「好かれないものほど愛おしい」で初監督を果たす。2013年の第265話「ドッグフードは見た目より味がうすい」まで約5年間に渡って監督を務めた。
2016年、東京アニメアワード2016 個人賞：監督・演出部門受賞。
かつて存在したクラブ「ACID PANDA CAFE」の常連であり、店長を務めていた高野政所と親交がある。銀魂の監督時代には高野のPodcast番組『アシッドたんぱ大放送』にゲスト出演しており、高野の「DJ JET BARON」名義のデビューアルバムや著書「前科おじさん」にもコメントを寄せている。

## 参加作品
2000年
- 犬夜叉（制作進行、演出助手）

2004年
- 陰陽大戦記（絵コンテ、演出）

2005年
- CLUSTER EDGE（演出）

2006年
- 結界師（演出）
- 銀魂（監督、絵コンテ、演出、OP/ED演出）

2010年
- 劇場版 銀魂 新訳紅桜篇（監修）
- よりぬき銀魂さん（OP/ED演出）

2011年
- 銀魂'（監督、絵コンテ、演出、OP/ED演出）

2012年
- 貧乏神が!（監督、絵コンテ、OP演出）
- 銀魂' 延長戦（監督、絵コンテ、OP/ED演出）

2013年
- 劇場版 銀魂 完結篇 万事屋よ永遠なれ（監督、絵コンテ、演出）

2014年
- 神々の悪戯（絵コンテ、演出）
- ラブライブ!（絵コンテ）
- アオハライド（絵コンテ）
- ガンダムビルドファイターズトライ（絵コンテ）

2015年
- 銀魂゜（監修、絵コンテ）
- 森のおんがくだん（監督）
- おそ松さん（監督、絵コンテ）

2016年
- クラシカロイド（監督、絵コンテ）

2017年
- おそ松さん第2期（監督）
- 銀魂.（監修）

2019年
- えいがのおそ松さん（監督）
- ギヴン（絵コンテ）
- 歌舞伎町シャーロック（絵コンテ）

2020年
- おそ松さん第3期（監督）

2021年
- 銀魂 THE FINAL（監修）

2022年
- ラブライブ!虹ヶ咲学園スクールアイドル同好会（絵コンテ）

2023年
- BLEACH 千年血戦篇-訣別譚-（絵コンテ）

2026年
- 鎧真伝サムライトルーパー（監督）